# Have a Nice Day (Roxette)
Have a Nice Day è il sesto album in studio del duo pop svedese Roxette, pubblicato nel 1999.

## Descrizione
Have a Nice Day è stato pubblicato affiancato da una nuova etichetta ("Roxette Recordings") e, rispetto ai precedenti album del duo svedese, presenta, per la prima volta, sonorità più elettroniche e meno rock. Su un sito internet creato appositamente per la promozione dell'album è stato possibile leggere i commenti su ogni canzone, lasciati da Marie e Per.

### Singoli
Sono stati estratti quattro singoli: il primo singolo, Wish I Could Fly, è una ballad malinconica che anticipa l'uscita dell'album di qualche settimana; il secondo singolo è anch'esso una ballad, Anyone, mentre il terzo, Stars, si distacca completamente dal sound pop-rock del passato, mostrando i Roxette in una veste più "dance oriented", con sintetizzatori marcati e drum machine. Il cambiamento non verrà accettato da alcuni fan, affezionati al vecchio sound, anche se nel 2012 verrà inserita una versione più rock nell'album Travelling. L'ultimo singolo è Salvation, che come i tre precedenti è cantato da Marie.
I video di Wish I Could Fly e Anyone sono stati girati da Jonas Akerlund, che in passato ha collaborato con i Roxette in diversi loro video. Il video di Anyone diviene oggetto di controversie, dovute a una scena in cui si vede Marie dirigersi verso il mare aperto, per poi venire soccorsa da un'ambulanza alla fine del video; per tale scena il video viene mandato da alcuni canali musicali soltanto in orari notturni, altri invece rifiutano la messa in onda. I successivi video di Stars e Salvation sono diretti da Anton Corbjin.

### Edizioni
Nel 1999 è stata pubblicata una versione speciale dell'album, per la Spagna e l'America Latina, con tre brani extra cantati e riadattati in spagnolo: Quisiera Volar (Wish I Could Fly), Alguien (Anyone) e Lo Siento (Salvation), i cui testi sono stati riadattati e tradotti da Luis G. Escolar, già presente come autore nei testi tradotti in spagnolo nell'album raccolta del gruppo Baladas En Español.

## Tracce
1. Crush on You - 3:35(Gessle)
2. Wish I Could Fly - 4:40 (Gessle)
3. You Can't Put Your Arms Around What's Already Gone - 3:30 (Gessle)
4. Waiting for the Rain - 3:37 (Fredriksson)
5. Anyone - 4:31 (Gessle)
6. It Will Take a Long Long Time - 4:03 (Gessle)
7. 7Twenty7 - 3:53 (Gessle)
8. I Was So Lucky - 4:17 (Gessle)
9. Stars - 3:56 (Gessle)
10. Salvation - 4:38 (Gessle)
11. Pay the Price - 3:48 (Gessle)
12. Cooper - 4:17 (Gessle)
13. Staring at the Ground - 2:58 (Gessle)
14. Beautiful Things - 3:48 (Fredriksson/Gessle)

Bonus tracks
- Quisiera Volar (Wish I Could Fly) - 4:43
- Alguien (Anyone) - 4:31
- Lo Siento (Salvation) - 4:44

## Versione 2009 "Rox Archives vol. 6 / File Under Pop"
1. Crush on You - 3:35
2. Wish I Could Fly - 4:40
3. You Can't Put Your Arms Around What's Already Gone - 3:30
4. Waiting for the Rain - 3:37
5. Anyone - 4:31
6. It Will Take a Long Long Time - 4:03
7. 7Twenty7 - 3:53
8. I Was So Lucky - 4:17
9. Stars - 3:56
10. Salvation - 4:38
11. Pay the Price - 3:48
12. Cooper - 4:17
13. Staring at the Ground - 2:58
14. Beautiful Things - 3:48

Bonus tracks su iTunes e CD
1. It Hurts [dal Bonus-EP "The Ballad Hits"]
2. Myth [Demo][da "The RoxBox"]
3. Makin' Love to You [dal Bonus-EP "The Pop Hits"]

Bonus tracks su iTunes
1. Little Miss Sorrow [da "The Pop Hits"]
2. Happy Together [B-Side di "Wish I Could Fly"]
3. Anyone/I Love How You Love Me [Demo][da "The RoxBox"]
4. New World [Demo][da "The RoxBox"]
5. Better Off on Her Own [Demo]
6. Staring at the Ground [Demo][da "The RoxBox"]
7. 7Twenty7 [Demo][B-Side di "Stars"]
8. It Will Take a Long Long Time [Modern Rock Version][B-Side di "Real Sugar"]

## Versioni Demo
- Crush on You
- Wish I Could Fly
- Waiting for the Rain
- Anyone
- 7Twenty7
- I Was So Lucky
- Stars
- Staring at the Ground
- Beautiful Things, Terrible Things

Nel 2003 nel CD "The Demo EP", allegato alla guida discografica illustrata "The Look for Roxette" (Premium Publishing), è stata pubblicata una versione demo, curata da Marie Fredriksson, di "Waiting fo the Rain".
Nel 2006, tra novembre e dicembre, a cadenza settimanale, subito dopo l'uscita dell'antologia Rox Box e del greatest hits Roxette 20 Hits!, il sito ufficiale del gruppo ha reso noti, per un periodo di tempo limitato, alcune versioni demo, tra cui quelle di "Crush On You" e "Stars".
Nel 2008 la riedizione dell'album "The World According to Gessle" presenta nel secondo CD ("The Demos According to Gessle") la versione demo di "Beautiful Things", curata da Per Gessle (Beautiful Things, Terrible Things - 7 April 1996). Esiste anche un'altra versione demo per "Beautiful Things", registrata invece da Marie Fredriksson, con un diverso arrangiamento, ma che non è mai stata pubblicata ufficialmente.

### Crediti
WAITING FOR THE RAIN
- Parole & Musica di Marie Fredriksson
- Pubblicato da Shock the Music su Licenza di Roxette Recordings AB
- Registrato allo Studio Vinden, Djursholm 1997
- Engineered: Mikael Bolyos
- Voce: Marie Fredriksson

CRUSH ON YOU
- Parole & Musica di Per Gessle
- Pubblicato da HipHappy
- Registrato al Tits & Ass il 30 luglio 1998
- Programmatore: Mats Persson & Per Gessle
- Chitarra: Mats Persson
- Voce: Per Gessle

STARS
- Parole & Musica di Per Gessle
- Pubblicato da HipHappy
- Registrato al Tits & Ass il 9 luglio 1998
- Programmatore: Mats Persson & Per Gessle
- Chitarra: Mats Persson
- Voce: Per Gessle
- Backing vocal: Milla

## Classifiche
| Classifica (1999) | Posizione massima |
| ----------------- | ----------------- |
| Austria           | 3                 |
| Belgio (Fiandre)  | 1                 |
| Belgio (Vallonia) | 15                |
| Danimarca         | 6                 |
| Europa            | 2                 |
| Finlandia         | 8                 |
| Germania          | 2                 |
| Grecia            | 1                 |
| Italia            | 14                |
| Norvegia          | 6                 |
| Paesi Bassi       | 12                |
| Portogallo        | 18                |
| Regno Unito       | 28                |
| Repubblica Ceca   | 7                 |
| Spagna            | 2                 |
| Svezia            | 1                 |
| Svizzera          | 2                 |
| Ungheria          | 14                |

### Classifiche di fine anno
| Classifica (1999) | Posizione |
| ----------------- | --------- |
| Austria           | 44        |
| Belgio (Fiandre)  | 51        |
| Danimarca         | 32        |
| Europa            | 45        |
| Germania          | 29        |
| Svezia            | 17        |
| Svizzera          | 43        |